# 昂溫灣
63°19′S 57°54′W / 63.317°S 57.900°W
昂溫灣（Unwin Cove），是南極洲的海灣，位於葛拉漢地的特里尼蒂半島，處於托羅角東南面，由智利探險隊繪入地圖，現時由南極條約體系管理。